# リジェ・リシエ

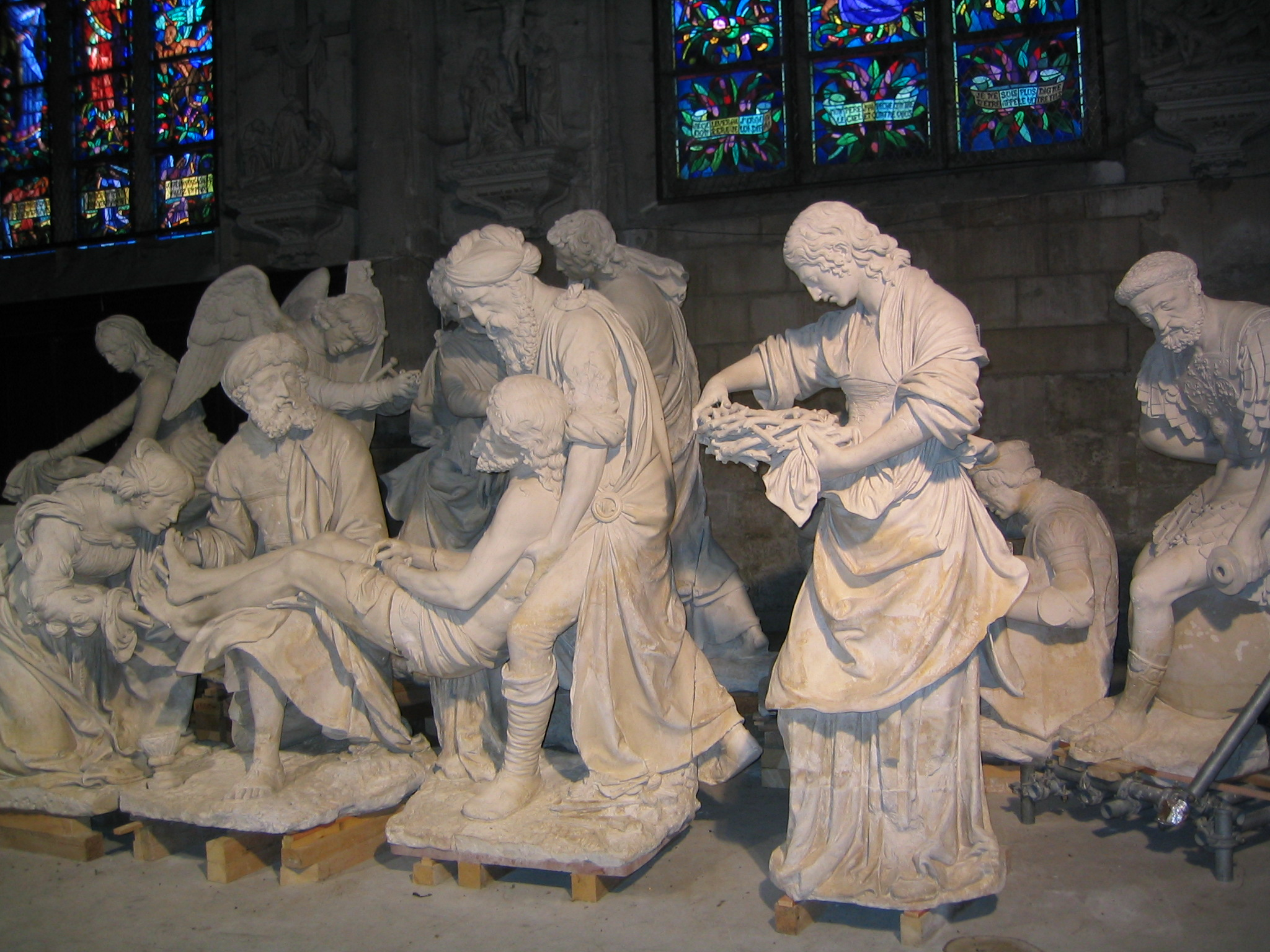
リシエ『キリストの哀歌』サン＝ミエル、サン・テティエンヌ教会

リジェ・リシエ（Ligier Richier, 1500年頃 サン＝ミエル - 1567年 ジュネーヴ）は、ムーズ県サン＝ミエル（Saint-Mihiel）で活躍したフランスの彫刻家。
リシエは主に生まれ故郷サン・ミエルの教会の仕事をした。最も有名な作品は、サン・テティエンヌ教会にある、13体の等身大大理石像で構成された『埋葬』と、サン＝ミエル教会にある、意識朦朧とした聖母マリアが聖ヨハネに支えられている『Pâmoison de la Vierge（聖母の失神）』である。バル＝ル＝デュックのサン・ピエール教会と、ルーヴル美術館にもリシエのものと言われる作品がある。